# Ganjali Khan-complex

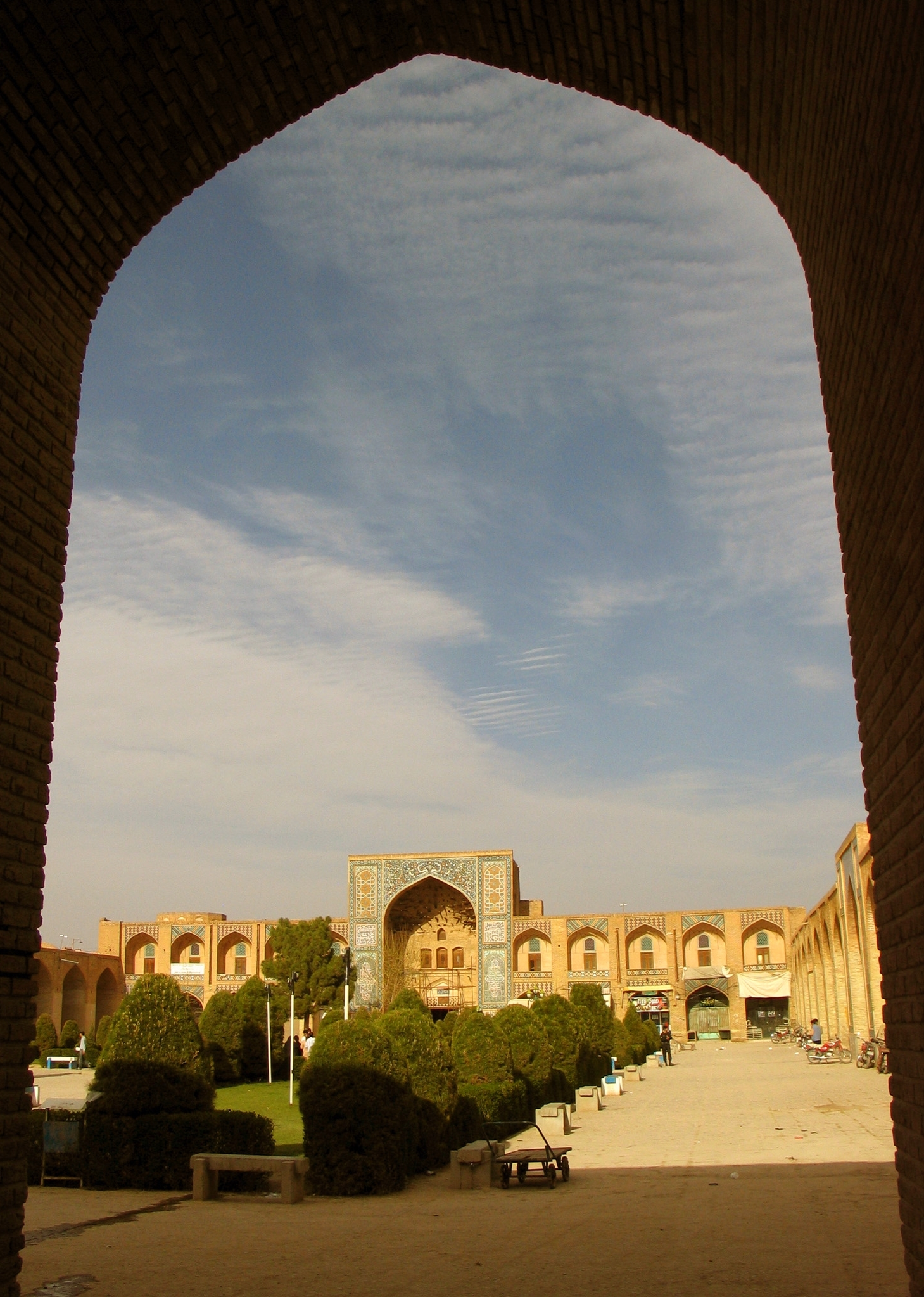
Ganjali Khan Complex

Het Ganjali Khan-complex (Perzisch: مجموعه گنجعلیخان - Majmou-e-yeh Ganjali Khan) is een gebouwencomplex uit het Safawiedentijdperk, gelegen in het oude centrum van de stad Kerman in Iran. Het complex bestaat uit een school, een plein, een karavanserai, een badhuis, een Ab anbar (waterreservoir), een munt, een moskee en een bazaar.
Het Ganjali Khan Complex werd gebouwd door Ganjali Khan, die regeerde over Kerman, Sistan en Kandahar van 1596-1621 onder het bewind van de Safawiedenheerser Shah Abbas I. Een aantal inscripties binnen het complex geven de exacte datum aan waarop deze plaatsen zijn gebouwd. De architect van het complex was Mohammad Soltani uit Yazd.